# گریناو
گریناو (به آلمانی: Grinau) یک شهر در آلمان است که در هرتسوگتوم لاونبورگ واقع شده‌است.
 گریناو  ۳۱۵ نفر جمعیت دارد.